# Pablo Rocca
Pablo Hugo Rocca Pesce (Montevideo, 4 de marzo de 1963) es un profesor de letras, ensayista y crítico literario uruguayo.

## Trayectoria
Es Doctor en Letras (FFLCH, Universidad de São Paulo) y profesor de Literatura egresado del Instituto de Profesores Artigas. Se desempeña, desde 2006, como Profesor Titular de Literatura Uruguaya en la Facultad de Humanidades y Ciencias de la Educación (Universidad de la República, Montevideo, Uruguay), donde dirigió durante diecisiete años el archivo cultural en tal institución universitaria pública denominado Sección de Archivo y Documentación del Instituto de Letras, que se fundó en 1999 por su iniciativa. En dos oportunidades fue director del Departamento de Literaturas Uruguaya y Latinoamericana (2008-2010; 2012-2016), así como de la Opción Literatura Latinoamericana de la Maestría en Ciencias Humanas de la FHCE (Facultad de Humanidades y Ciencias de la Educación). 
Desde 2010 fue seleccionado como Investigador, Nivel II, de la Agencia Nacional de Investigación e Innovación (Ministerio de Educación y Cultura de Uruguay). Enseñó cursos de grado y posgrado en Uruguay y en Universidades de Argentina y Brasil; participó en congresos en Alemania, Argentina, BrasiL, Cuba, Colombia, España, Estados Unidos y México, y en actividades de extensión en diversos puntos de Uruguay. 
Tradujo diversos autores del portugués: Machado de Assis (dos antologías de sus relatos fueron editado por Banda Oriental en Montevideo y otra por Eterna Cadencia en Buenos Aires), Aluísio Azevedo, Lima Barreto, Murilo Rubião, Cyro Martins, José Clemente Pozenato, Tabajara Ruas, Sergio Faraco (editado por Banda Oriental en Montevideo y por la Universidad de los Andes en Bogotá), entre otros.
En 1994 obtuvo una mención especial en México en el concurso de ensayo de la revista Plural. Prologó numerosos libros de narraciones y poesía (Horacio Quiroga, Justino Zavala Muniz, Idea Vilariño, Mario Benedetti, Juan Carlos Onetti, Hugo Fontana, Juvenal Ortiz Saralegui, Nicolás Fusco Sansone, Jorge Ibargüengoitia, etc), en especial para colecciones de las Ediciones de la Banda Oriental desde 1987 en adelante.
Prologó el tomo III de las Obras completas de Juan Carlos Onetti y participó de su investigación (Madrid, Galaxia Gutenberg, 2009). Dirigió la investigación colectiva sobre El crimen de Delmira Agustini (Montevideo, Hum, 2014) y, también, la que concluyó en la publicación de tres volúmenes de medio millar de páginas cada uno titulada Notas perdidas, de Mario Benedetti (Montevideo, Universidad de la República, 2014)
Sus líneas de investigación actuales atienden problemas de las revistas culturales y la crítica en el Río de la Plata y la región y, sobre todo, la relación entre las formas y los medios en la construcción de un imaginario fundado en la escritura creativa en Montevideo y alrededores en el siglo XIX.

## Obras
- Diccionario de literatura uruguaya. Tomo III. Obras, Cenáculos, Páginas literarias, Revistas, Períodos Culturales, Montevideo, Arca, 1991. Dirección: Alberto Oreggioni, Coordinación junto a Carina Blixen y Wilfredo Penco.
- Obra completa, de Humberto Megget. Poesía y correspondencia. (Introducción, edición crítica, notas y bibliografía). Montevideo, Banda Oriental, 1991.
- 35 años en Marcha (Crítica y literatura en el semanario Marcha y en Uruguay). Montevideo, División Cultura de la IMM, 1992 [Premio de Ensayo de la Intendencia Municipal de Montevideo] (2.ª edición corregida en Nuevo Texto Crítico, Stanford University, Department of Spanish and Portuguese, Stanford, N.º 11, 1993, págs. 3 152. También en separata. 3.ª ed. ampliada considerablemente ampliada y corregida: La Habana, Casa de las Américas, 2015. Se encuentra en vías de traducción al francés).
- Horacio Quiroga, el escritor y el mito. Montevideo, Banda Oriental, 1996 [Premio del Ministerio de Educación y Cultura de Uurguay, MEC, categoría ensayo] (2.ª ed. ampliada y corregida en el mismo sello: 2006).
- Historia de la literatura uruguaya contemporánea, plan y codirección de la obra colectiva con Heber Raviolo (dos vols.). Montevideo, Banda Oriental, 1996 y 1997.
- Enseñanza y teoría de la literatura en José Enrique Rodó. Montevideo, Banda Oriental, 2001.
- Nuevo Diccionario de Literatura Uruguaya, 2001. Montevideo, Banda Oriental/ Alberto Oreggioni, 2001. Plan y dirección general (dos vols. de aproximadamente 400 páginas cada uno).
- Poesía y política en el siglo XIX (Un problema de fronteras). Montevideo, Banda Oriental, 2003.
- Ángel Rama, Emir Rodríguez Monegal y el Brasil: Dos caras de un proyecto latinoamericano. Montevideo, Banda Oriental, 2006 [Premio del Ministerio de Educación y Cultura de Uurguay, MEC, originalmente su tesis de doctorado en la Universidade de São Paulo].
- Revistas culturales latinoamericanas (editor). Montevideo, Universidad de la República, 2009 (Tomo I); 2012 (Tomo II).
- Juana de Ibarbourou, las palabras y el poder. Montevideo, Yaugurú, 2011.
- Un experimento llamado Brasil y otros estudios. Montevideo, Banda Oriental, 2012. [Premio único en la categoría Ensayo literario del Ministerio de Educación y Cultura de Uurguay].
- Impresos y mediaciones en la primera gauchesca rioplatense (1819-1851), en Almacenes de un tiempo en fuga: Revistas culturales en la modernidad hispánica, Hanno Ehrlicher/ Nanette RiBler-Pipka editores. Aachen, Shaker Verlag, 2014, págs. 83-102.
- Poesía completa y prosa de vanguardia, Alfredo Mario Ferreiro (edición crítica [con la colaboración de María José Bon], prólogo y notas). Sevilla, Ulises, 2015.
- Un proyecto latinoamericano. Correspondencia entre António Cândido y Ángel Rama. Montevideo, Estuario, 2016 (Edición, prólogo y notas).
- Historias tempranas del libro. Impresores, textos, libreros en el territorio oriental del Uruguay, 1807-1851. Montevideo, Linardi y Risso, 2021.

## Artículos y libros en línea
- Desterrados del Parnaso (El verso «popular» rioplatense: voces/hojas/mensajes), en Alea, Río de Janeiro, vol. 18/2, mayo-agosto de 2016: 279-295.[1]
- Libros, esclavos y otras mercancías (Jaime Hernández y la trama cultural de la República entre 1834 y 1844), en Theomai, Universidad de Quilmes, N.º 31, primer semestre de 2015. (Número coordinado por Alcides Beretta Curi): 146-162. ISSN 1515-6443.[2]
- Los poetas-payadores de la modernización (Un desafío para la historia de la lírica rioplatense), en Miscelánea, Assis (São Paulo), vol. 14, julio-dezembro 2013: 9-30. ISSN 1984-2899. [Edición electrónica publicada en diciembre de 2014:[3] Edición impresa publicada en febrero de 2015].
- Revistas culturales del Río de la Plata. Diálogos y tensiones (1945-1960), Pablo Rocca (editor). Montevideo, Universidad de la República/Comisión Sectorial de Investigación Científica, 2012, 304 págs. ISBN 978-9974-0-0859-5.[4]
- Ángel Rama, editor (De la literatura a la cultura: Enciclopedia Uruguaya y sus derivaciones), en Actas del Coloquio argentino de estudios sobre el libro y la edición, La Plata, Instituto de Investigaciones de Humanidades y Ciencias Sociales, UNLP/Conicet, 2012.[5]
- La última frontera (El caso José Monegal), en Hologramática Literaria, Universidad de Lomas de Zamora, Facultad de Ciencias Sociales, Año I, N.º 2, VI, 2006.[6]
- Un diálogo americano: modernismo brasileño y vanguardia uruguaya (1924-1932). Valencia, Universidad de Valencia/Cuadernos de América sin nombre, 2006. (Plan y dirección general).[7]
- Cruces y caminos de las antologías poéticas uruguayas, en Anales de Literatura Hispanoaméricana, Madrid, Universidad Complutense, vol. 33, 2004, págs. 177-241.[8]
- Enseñanza y teoría de la literatura en José Enrique Rodó. Montevideo, Ediciones de la Banda Oriental, 2001. (Incluye apuntes inéditos sobre literatura uruguaya, hispanoamericana y otras de un curso dictado por Rodó en la sección preparatoria de la Universidad de Montevideo, 1901).[9]